# Rethondes
Rethondes – miejscowość i gmina we Francji, w regionie Hauts-de-France, w departamencie Oise.
Według danych na rok 1990 gminę zamieszkiwało 591 osób, a gęstość zaludnienia wynosiła 62 osoby/km² (wśród 2293 gmin Pikardii Rethondes plasuje się na 470. miejscu pod względem liczby ludności, natomiast pod względem powierzchni na miejscu 487).